# Arsinoitherium
Arsinoitherium là một chi động vật có vú tuyệt chủng có liên quan đến voi, sirenia, hyracoidea và desmostylia tuyệt chủng, cũng như các chi embrithopoda khác. Chi Động vật ăn cỏ giống tê giác này sống trong thời gian cuối Eocene và đầu Oligocene tại Bắc Phi từ 36 đến 30 triệu năm trước, trong khu vực rừng mưa nhiệt đới và rìa của đầm lầy ngập mặn, một loài được phát hiện năm 2004, Arsinoitherium giganteum sống ở Ethiopia  cách đây 36-30 triệu năm trước.